# Savage (Schiff, 1943)
HMS Savage (G20) war ein Zerstörer der S- bis W-Klasse der Royal Navy, der 1943 als Versuchsschiff für künftige Zerstörer-Bewaffnungen in den Flottendienst kam.
Im Zweiten Weltkrieg wurde die Savage mit den Battle Honours North Cape 1943 und Arctic 1943–45 ausgezeichnet.

## Geschichte derSavage

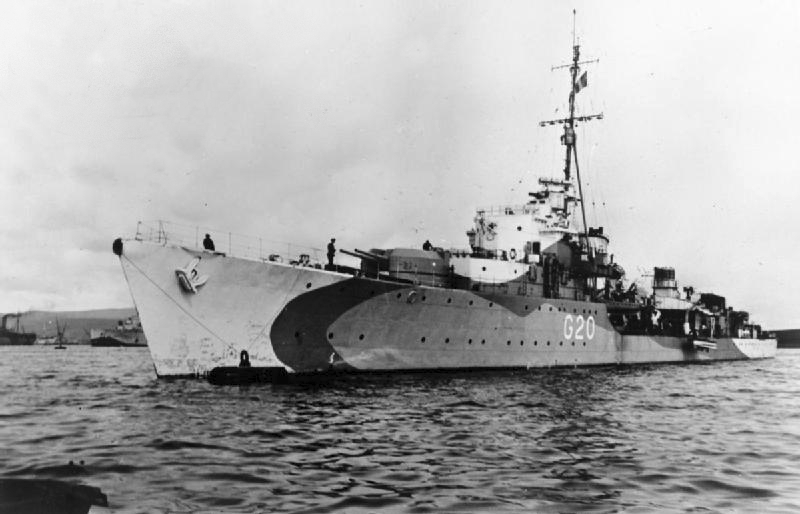
Die Savage mit Doppelturm

Die Savage unterschied sich in ihrer Hauptbewaffnung von den anderen Zerstörern des bisherigen War-Emergency-Programms. Das Einzelschiff erhielt neue Geschütze vom Kaliber 113 mm durch Anpassung der neu entwickelten Mehrzweck-Geschütze für Flugzeugträger und modernisierte Schlachtschiffe. Dazu mussten diese Geschütze für den Einbau auf den erheblich kleineren Zerstörern hinsichtlich der Granatenzuführung und der Verkleidung modifiziert werden. Das auf dem Vorschiff aufgestellte Zwillingsgeschütz war eine für das niedrige Schiff abgewandelte Neuentwicklung, die weiterentwickelt auf den Zerstörern der Battle-Klasse noch vor dem Kriegsende in den Serieneinsatz kam. Die Einzelgeschütze konnten modifiziert die Lafette der bisherigen 120-mm-Geschütze nutzen.

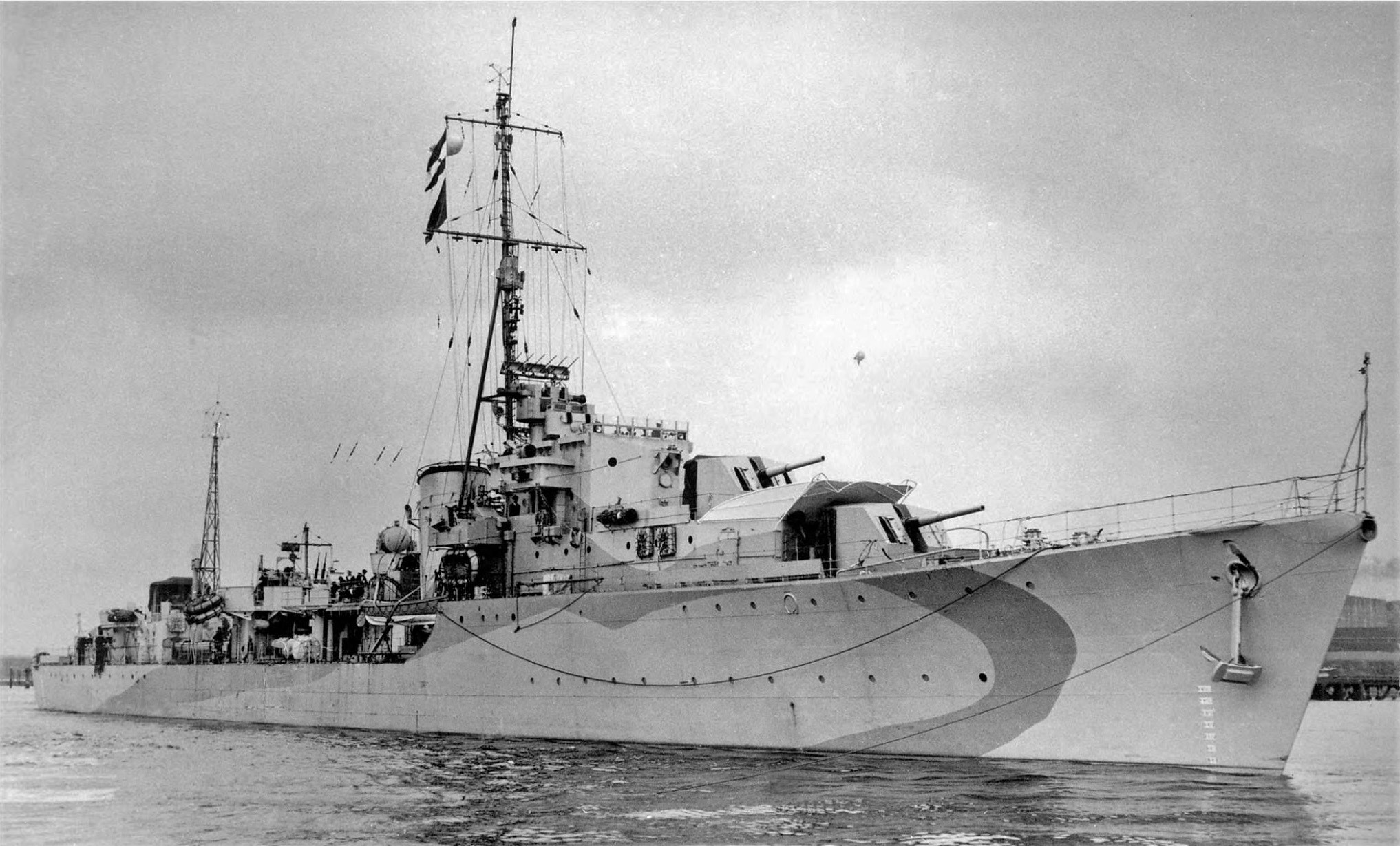
Die Saumarez mit Einzelgeschützen

Der Testzerstörer Savage verfügte über kein 40-mm-Bofors-Zwillingsgeschütz in Hazemeyer-Lafette und erhielt nur fünf 20-mm-Oerlikon-Zwillings-Maschinenkanonen und später noch zwei einzelne Oerlikons auf der nicht besetzten B-Position hinter und über dem vorderen Doppelturm.
Als weitere Bewaffnung verfügte der Zerstörer wie die Schwesterschiffe über zwei Vierfach-Torpedorohrsätze und vier Wasserbombenwerfer mit anfangs 70 Wasserbomben.
HMS Savage wurde mit den anderen Zerstörern der S-Gruppe am 9. Januar 1941 von der Royal Navy (RN) bestellt. Die Kiellegung des Zerstörers mit der Baunummer 651 erfolgte erst am 7. Dezember 1941 bei Hawthorn Leslie, der dann als siebte Savage der RN am 24. September 1942 vom Stapel lief. Die Namensvorgängerin in der RN war 1910 als Zerstörer der Beagle-Klasse bei Thornycroft vom Stapel gelaufen und 1921 zum Abbruch verkauft worden. Am 8. Juni 1943 kam der Zerstörer mit seiner abweichenden Hauptbewaffnung als sechstes Schiff der Klasse dann in den Dienst der Royal Navy nach vier Schiffen der T-Gruppe von John Brown bzw. Swan Hunter (siehe Tuscan), der von Cammell Laird gebauten Halbschwester Scorpion und der auch von Swan Hunter schon gelieferten Grenville, Leader der U-Gruppe.

## Kriegseinsätze derSavage
Am 8. Juli 1943 stieß die Savage mit drei Schlachtschiffen, dem Träger Furious und weiteren Einheiten der Home Fleet gegen die norwegische Küste vor. Beteiligt war auch eine Task Force der US Navy mit zwei Schlachtschiffen, zwei Schweren Kreuzern und fünf Zerstörern. Der Operation Camera genannte Ablenkungsangriff wegen der alliierten Landung in Sizilien blieb erfolglos, da er von den Deutschen nicht entdeckt wurde.
Im Juli 1943 folgte noch die Sicherung eines Vorstoßes der Träger Illustrious und Unicorn gegen die norwegische Küste (Operation Governor). Im August sicherte der Zerstörer mit anderen Einheiten die Verlegung der beiden Träger nach Gibraltar, die künftig im Mittelmeer zum Einsatz kommen sollten. Der jetzt auf den Zufahrtswegen nach Großbritannien eingesetzte Zerstörer gehörte Mitte Oktober auch zur Sicherung des Schlachtschiffs King George V auf dem Rückmarsch von Gibraltar nach Scapa Flow.

### Erste Einsätze im Nordmeer
Während ihrer aktiven Zeit war die Savage meist im Nordmeer eingesetzt. Zuerst sicherte sie vom 3. bis zum 9. November 1943 das Rückgeleit RA 54A mit Schiffen, die im Sommer 1943 nicht aus der Sowjetunion zurückkehren konnten. Es folgten weitere Einsätze des Zerstörers am Geleitzug JW 54B zum Monatsende sowie ab dem 18. Dezember 1943 an den Konvois JW 55A, JW 55B und RA 55 in der Fern-Deckungsgruppe, die am 16. Dezember in Begleitung des sowjetischen Zerstörer Kuibyschew zunächst den Kola-Fjord verließ und dann zur Beölung nach Akureyri auf Island lief. Sie erreichte erst am 26. wieder den nordnorwegischen Seeraum, um die Ferndeckung des Konvois JW 55B zu übernehmen, der schon erfolglos von deutschen Flugzeugen und U-Booten angegriffen worden war. Zur Ferndeckungsgruppe unter dem Oberbefehlshaber der Home Fleet, Admiral Bruce Fraser, gehörten das Schlachtschiff Duke of York, der Kreuzer Jamaica und die Savage mit ihren Halbschwestern Saumarez, Scorpion und der norwegischen Stord.
Die Deutschen entschlossen sich – in Unkenntnis der Rückkehr der Ferndeckungsgruppe – zum Einsatz einer Kampfgruppe unter Konteradmiral Bey (i. V.) gegen den Konvoi, die aus dem Schlachtschiff Scharnhorst und der 4. Zerstörerflottille (Kpt.z.S. Johannesson) mit Z 29, Z 30, Z 33, Z 34 und Z 38 bestand. Am frühen Morgen des 26. begannen die deutschen Zerstörer in schwerer See die Suche nach dem Konvoi. Von Südosten näherte sich die britische Kreuzerdeckungsgruppe unter Vizeadmiral Burnett mit den Kreuzern Belfast, Norfolk und Sheffield und ortete die Scharnhorst mit Radar. Ohne ihre Zerstörer zur Unterstützung anzufordern, drehte die Scharnhorst bei und führte ein erstes kurzes Gefecht mit den Kreuzern. Dabei erzielten beide Seiten Treffer. Ein Treffer der Norfolk setzte das Hauptradar der Scharnhorst außer Gefecht. Die Suche nach dem Konvoi wurde von den Deutschen in dem irrigen Glauben, ein Schlachtschiff vor sich zu haben, abgebrochen und die verstreuten Zerstörer zur Basis entlassen. Der Konvoi lief inzwischen ausweichend nach Norden und Burnett hielt sich mit seinen Kreuzern und von JW 55B und RA 55A herangezogenen Zerstörern auf einer Position zwischen dem deutschen Schlachtschiff und den zu schützenden Konvois.
Während die Deutschen mit ihrem Schlachtschiff und getrennt den vier Zerstörern zu ihren Stützpunkten zurückliefen, schützte Burnett mit seinen Kreuzern und einem Teil der Zerstörer die beiden Konvois und folgte der Scharnhorst. Der Deckungsverband unter Fraser versuchte die Scharnhorst abzuschneiden, die auf den britischen Radargeräten gut erkannt wurde. Obwohl die Briten das deutsche Schlachtschiff erfolgreich aus maximaler Distanz beschossen, wurden die Zerstörer vorgeschickt, um das Schlachtschiff zu stoppen. Beim Angriff der Zerstörer am Abend bildete Savage mit der Saumarez die erste Gruppe, deren Angriff scheiterte, die aber bei einem zweiten Angriff mehrere Treffer erzielte und die Flucht des deutschen Schlachtschiffs endgültig stoppte.
Saumarez und 

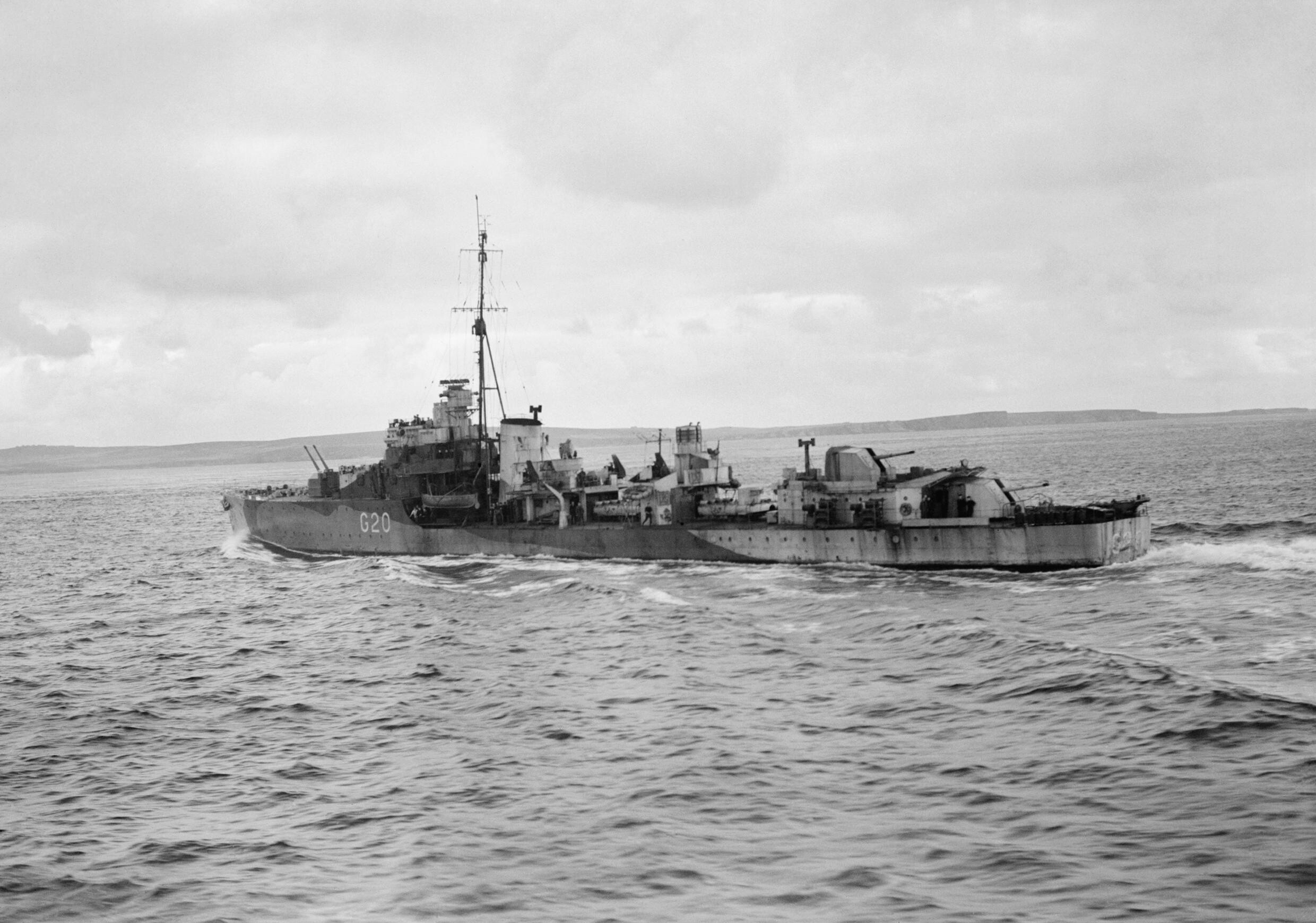
Die Savage läuft in Scapa Flow nach der Schlacht am Nordkap ein, in der die Scharnhorst vernichtet wurde

Die unbeschädigte Savage rettete einige Schiffbrüchige des versenkten deutschen Schiffs und sicherte nach dem Gefecht den Weitermarsch der beschädigten Saumarez nach Murmansk. Diese musste vorerst in der Sowjetunion verbleiben, während die Savage mit den beiden anderen Halbschwestern nach Scapa Flow zurückkehrte, wo der Erfolg vom Nordkap gefeiert wurde.
Schon am 16. Januar 1944 war die Savage wieder im Einsatz am Konvoi JW 56A, der nach Sturmschäden auf der ersten Etappe nur noch mit 15 Schiffen die Reise von Island um das Nordkap antrat. Sechs Zerstörer, darunter die Savage, liefen sofort nach dem Eintreffen vor der Kola-Bucht dem folgenden Konvoi JW 56B entgegen, der schon drei Frachter durch U-Boote verloren hatte. Die Savage konnte noch zwei Rettungsboote mit 56 Mann des versenkten amerikanischen Liberty-Frachters Penelope Barker retten und nach Murmansk bringen.
Anschließend sicherte der Zerstörer Anfang Februar den Gegen-Geleitzug RA 56. Ende des Monats folgte der nächste Einsatz auf der Polarroute in der Deckungsgruppe für den Geleitzug JW 57 zusammen mit zwölf weiteren Zerstörern und vier Kreuzern, von denen der Zerstörer Mahratta verloren ging (nur zwei Überlebende). Die Deutschen verloren U 601. Beim Rückgeleit RA 57 ab dem 2. März gehörte die Savage zu den dreizehn Zerstörern des Ocean Escort. Flugzeuge des Geleitträgers Chaser vernichteten drei angreifende U-Boote, während der Konvoi nur das Frachtschiff Empire Tourist (7062 BRT) verlor, dessen Besatzung der Minensucher Gleaner der Halcyon-Klasse übernehmen konnte.
Nach der Geleitzug-Saison sicherte die Savage mit anderen Zerstörern im Mai 1944 vor Norwegen den Träger Furious und britische Geleitträger bei erfolgreichen Angriffen gegen den deutschen Küstenverkehr.

#### Unternehmen Overlord

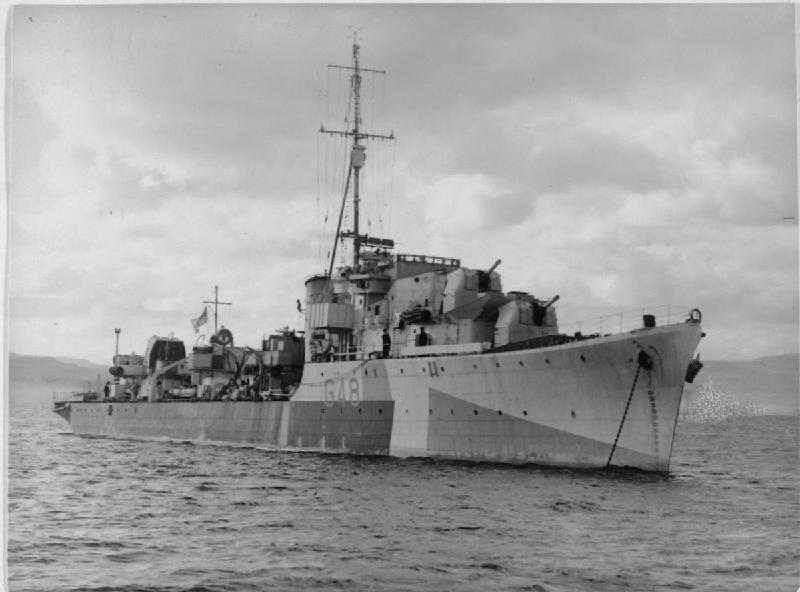
Die Obedient war mit dem Schwesterschiff Opportune und der Savage im Sommer 1944 im Kanal im Einsatz

Nach der alliierten Landung in der Normandie verlegte der Zerstörer in die südliche Nordsee, um größere Verstärkungen der deutschen Seestreitkräfte im Kanal zu verhindern.
Als in der Nacht zum 27. Juli 1944 vier Schnellboote der deutschen 6. S-Flottille von Boulogne aus ein Westgeleit vor Dungeness angriffen und die britischen Frachter Fort Perrot (7171 BRT) und Empire Beatrice (7046 BRT) torpedierten, gelang es den verfolgenden Zerstörern Obedient, Opportune und Savage nicht, die vier deutschen Angreifer zu stellen. Dies blieb der einzige Kampfeinsatz der Savage während Overlord.

#### Wieder im Nordmeer
Ab dem Herbst 1944 nahm der Zerstörer wieder an der Fortsetzung britischer Angriffe gegen den deutschen Geleitverkehr an der norwegischen Westküste teil.
Am 23. Oktober 1944 gehörte die Savage zu einem britischen Verband um den Träger Implacable, zu dem auch der Kreuzer Bellona und sieben weitere Zerstörer, darunter vier Neubauten mit 113-mm-Hauptgeschützen. Am 23. Oktober erfolgten erste Trägerangriffe gegen Sørreisa und den Flugplatz von Bardufoss. Aufklärungsflugzeuge machten Fotos der bei Tromsö ankernden Tirpitz. Anschließend nahm der Zerstörer an der Operation Hardy teil, bei der die Maschinen der Geleitträger Campania und Trumpeter, deren Maschinen den deutschen Nachschubweg entlang der Küste verminten, zwei deutsche Funkstationen am Weg angriffen und auch zwei kleinere norwegische Transporter versenkten. Neben der Savage gehörten auch die Saumarez, Scorpion und Serapis sowie die neueren Zerstörer Zambesi und Zephyr sowie der Schwere Kreuzer Devonshire zum Verband. Der Rückmarsch erfolgte als Sicherung des Konvois RA 61A.
Parallel zum Geleitzug RA 62 griff ein britischer Trägerverband mit dem Flottenträger Implacable sowie den Geleitträgern Premier und Trumpeter den deutschen Nachschubverkehr vor Westnorwegen an, der von dem Kreuzer Diadem und acht Zerstörern begleitet wurde. Am 14. Dezember griffen die Kreuzer Diadem und Mauritius mit vier Zerstörern den deutschen Schiffsverkehr vor Stadlandet an. Die deutschen Luftaufklärer fanden die Geleitträger Premier und Trumpeter und den Kreuzer Devonshire begleitet von den Zerstörern Zealous, Serapis, Savage, Zephyr sowie den kanadischen Algonquin und Sioux. 30 Torpedoflugzeuge der II./KG.26 versuchen erfolglos, die britischen Schiffe zu finden und verloren dabei zwei Ju 88.
Am 30. Dezember 1944 verließ der Konvoi JW 63 mit 38 Schiffen Loch Ewe, zu dessen Sicherung auch die Savage gehörte, und erreichte am 8. Januar 1945 von den Deutschen unbemerkt den Kolafjord. Die Rückreise der Savage erfolgte ab dem 11. Januar mit dem Konvoi RA 63 (31 Schiffe) in einer neben der Geleitsicherung laufenden Zerstörer-Kampfgruppe. Der Konvoi wurde von der deutschen Aufklärung auch nicht erfasst, geriet aber bei den Färöer-Inseln in ein schweres Sturmtief und traf erst am 21. Januar in Loch Ewe ein.
Nach einem erneuten Einsatz mit Teilen der Flotte vor Norwegen verstärkte die Savage vom 21. bis zum 26. Februar mit ihrer Halbschwester Scourge die Sicherung des Rückgeleits RA 64. Der Konvoi hatte am 17. Februar mit 33 Frachtern Murmansk verlassen und schon am gleichen Tag den Frachter Thomas Scott, die Korvette Bluebell und die Sloop Lark durch U-Boote verloren. Am 20. griffen 40 Ju-88-Torpedoflugzeuge des KG 26 den Konvoi erfolglos an. Sechs Flugzeuge wurden von Wildcat-Jägern der Nairana abgeschossen. Die Deutschen glaubten zwei Kreuzer, zwei Zerstörer und mindestens acht Frachter versenkt zu haben. Bei einem weiteren Angriffsversuch am 23. versenkte eine Ju 88 der 8./KG 26 noch den Nachzügler Henry Bacon (7177 BRT) – das letzte von deutschen Flugzeugen im Zweiten Weltkrieg versenkte Schiff.

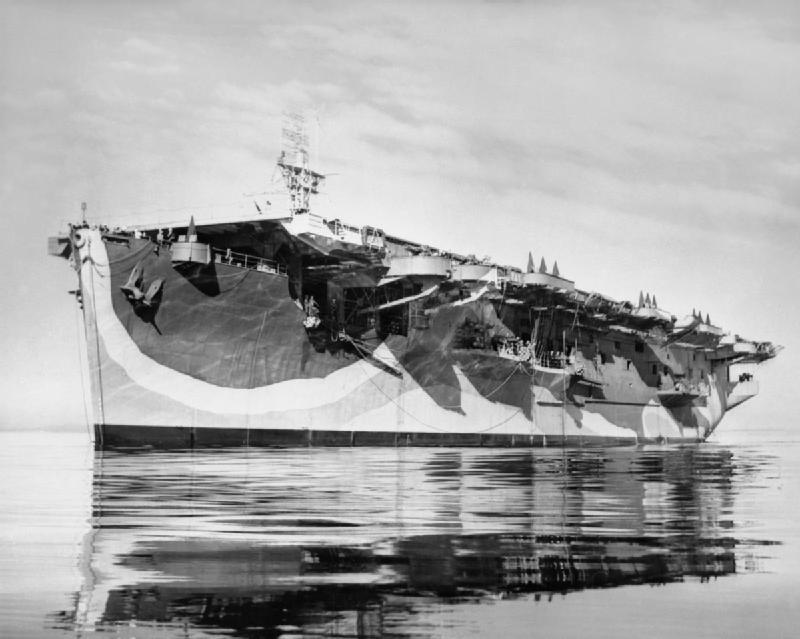
Der Geleitträger Trumpeter

Ab dem 15. März gehörte die Savage mit der Scourge zur Sicherung des am 11. in Großbritannien mit 26 Handelsschiffen ausgelaufenen JW 65 und insbesondere von dessen Geleitträger Trumpeter. Der Konvoi verlor trotz seiner starken Sicherung am 17. vor der Kola-Bucht noch zwei Frachter und die Sloop Lapwing durch deutsche U-Boote. Am 23. wechselte Savage zur Sicherung des Konvois RA 65 mit 26 Handelsschiffen von der Halbinsel Kola zurück nach Großbritannien. Zu dessen umfangreicher Sicherung gehörten auch die Halbschwestern Scorpion, Scourge und die norwegische Stord. Da sowjetische Minensucher einen neuen Weg freigeräumt hatten, konnte der Geleitzug die meisten deutschen U-Boote umgehen oder sie wurden von den Geleitschiffen auf Distanz gehalten. Versuche der deutschen Luftwaffe, Fühlung zum Konvoi zu gewinnen, schlugen fehl. Der Konvoi erreichte am 31. März Scapa Flow.

### Das Kriegsende und der Verbleib des Zerstörers
Am 4. Mai 1945 stieß eine britische Kampfgruppe unter Admiral McGrigor in der Operation Judgement gegen die norwegische Küste vor. Die Kampfgruppe bestand aus den Geleitträgern Searcher, Queen und Trumpeter, den Kreuzern Norfolk und Diadem und den weiteren Zerstörern nach Entladung Carysfort, Opportune, Savage, Scourge uns Zambesi sowie den aus Murmansk zurücklaufenden Obedient und Orwell. Beim Vorstoß gegen den deutschen Schiffsverkehr westlich von Narvik und den Stützpunkt Kilbotn bei Harstad wurden U 711, das Depotschiff Black Watch und das Versorgungsschiff Senja versenkt.

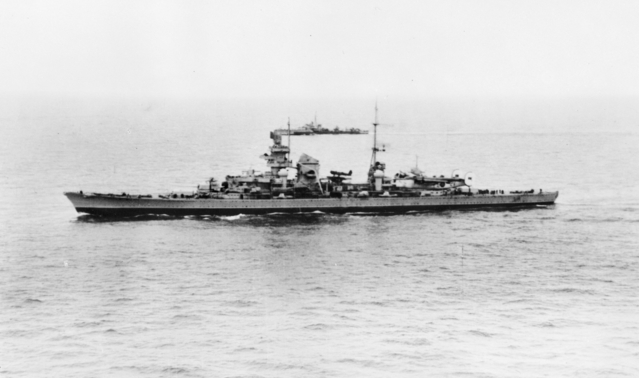
Die Prinz Eugen auf dem Marsch nach Wilhelmshaven 1945

Am 12./13. Mai 1945 lief die Savage im Verband des zukünftigen Flag Officer Norway (Konteradmiral Ritchie) mit dem Kreuzer Devonshire, den Minenlegern Apollo – mit dem norwegischen Kronprinzen Olav an Bord – und Ariadne sowie den Zerstörern Iroquois, Scourge und Arendal nach Oslo.  Devonshire lief mit den Zerstörern Iroquois und Savage bald weiter nach Kopenhagen, wo sie Birmingham, Zest und Zephyr ablösten. Mit der Dido eskortierten sie vom 24. bis zum 26. Mai die deutschen Kreuzer Prinz Eugen und Nürnberg nach Wilhelmshaven.
Im Juni 1945 begann auf dem Chatham Dockyard eine routinemäßige Überholung des Zerstörers. Der Waffenstillstand im Fernen Osten führte zur Entscheidung, den Zerstörer künftig an der Schiffsartillerieschule HMS Excellent in Portsmouth zu nutzen. Der Zerstörer begann dort im September 1945 seinen Dienst und wurde dann 1948 der Reserve in Chatham zugeordnet. Das Schiff wurde noch einmal 1950 für Versuche mit neuen Antriebswellen und Schrauben genutzt, kam aber trotz einer weiteren Überholung und Modernisierung nicht wieder zur aktiven Flotte. 1960 wurde das Schiff ausgesondert und ab dem 11. April 1960 in Newport abgebrochen.